# Rue de l’Odéon
Die Rue de l’Odéon ist eine Straße im Quartier de l’Odéon des 6. Arrondissements von Paris.

## Situation und Erreichbarkeit
Die Rue de l’Odéon hat eine Länge von 176 Metern. Sie verbindet den Carrefour de l’Odéon mit der Place de l’Odéon. Für den Autoverkehr ist sie eine Einbahnstraße in Richtung Carrefour de l’Odéon.
Sie kann mit folgenden öffentlichen Verkehrsmitteln erreicht werden:
- Über die Station Odéon der Métrolinien 4 und 10,
- über die Haltestellen Théâtre de l’Odéon – in der Nähe ihres südlichen Endes – und Saint-Germain-Odéon – an ihrem nördlichen Ende – der RATP-Buslinie 58.

## Herkunft des Namens
Der frühere Name der Straße, den sie im Jahr 1779 erhalten hatte, war Rue du Théâtre-Français. Nachdem im Jahr 1782 das Théâtre de l’Odéon eröffnet worden war, wurde die Straße (zu einem nicht genau ermittelten Zeitpunkt) in Rue de l’Odéon umbenannt. Im Stadtplan von Goujon und Andriveau des Jahres 1830 ist sie unter diesem Namen eingetragen.

## Bedeutende Gebäude
- Haus Nr. 7: Hier befand sich von 1915 bis 1951 die von Adrienne Monnier geführte Buchhandlung „La Maison des Amis des Livres“.[3]
- Haus Nr. 10: Hier lebte der Thomas Paine, einer der Gründerväter der Vereinigten Staaten, von 1797 bis 1802.[4]
- Haus Nr. 12: Hier befand sich von 1921 bis 1941 die von Sylvia Beach geführte Buchhandlung „Shakespeare and Company“.[5]
- Die Mehrheit der Gebäude der Rue de l’Odéon sind als Monuments historiques eingetragen bzw. klassifiziert, sind also als schützenswerte Denkmäler ausgewiesen. Es sind dies fast alle Häuser in der nördlichen Hälfte des Straßenverlaufs sowie die Gebäude am Übergang zur Place de l’Odéon.[6]